# 福音主義神学会
福音主義神学会（ふくいんしゅぎしんがくかい）は、1970年4月に東京のお茶の水学生キリスト教会館で創立総会と記念講演が行われて創立された、福音主義の立場に立つ、福音派の牧師、神学者たちによる、神学的な対話と研鑽のための組織である。1969年10月、泉田昭、宇田進、今野孝蔵、斎藤孝志、榊原康夫、村瀬俊夫らが構想を話し合い。この六名が呼びかけ人となって組織された。発足以来毎年、『福音主義神学』を発行し、研究活動を行っている。現在は、東部、中部、西部の三地区によって構成されている。福音主義神学会の会員たちが1972年-1977年に執筆した、新聖書注解は、福音派の神学の発展に貢献した。